# Besatzungsmacht
Besatzungsmacht bezeichnet die Fremdbestimmung eines völkerrechtlichen Subjektes, das kann ein anderer Staat oder ein Teil davon sein, das besetzt gehalten und dadurch in der Wahrnehmung seiner eigenen Rechte beschränkt wird. Die Besatzungsmacht, als in der Regel militärische Verwaltung (Militärregierung), übernimmt in den meisten Fällen laut Besatzungsrecht auch die gesamte oder große Bereiche der Exekutive im besetzten Gebiet und schränkt damit die Souveränität des betroffenen Landes erheblich ein. Typisch dabei ist, dass zumindest eine eigene, souveräne Außenpolitik durch die Besatzungsmacht unterbunden und die Beeinflussung der Bevölkerung durch Propaganda im Sinne des Besatzerregimes erfolgt. Nach den Genfer Konventionen haben Besatzungsmächte eigentlich besondere Pflichten gegenüber der Bevölkerung im besetzten Gebiet. Die von einer Besatzungsmacht ausgeübte Herrschaft wird als Besatzungsregime bezeichnet. Einzelne Vertreter einer Besatzungsmacht oder die Angehörigen in ihrer Gesamtheit werden auch Okkupanten (Besatzer) genannt, wenn der Ausrichtung des Besatzerregimes eine Okkupation vorausgegangen ist.
In Deutschland und in Österreich wird der Begriff Besatzungsmächte nach 1945 ohne weiteren Zusatz oft für die alliierten Besatzungsmächte auf deutschem Territorium gebraucht, die nach dem Zweiten Weltkrieg auch als Siegermächte oder Drei (ohne Frankreich) bzw. Vier Mächte bezeichnet wurden: Großbritannien, Frankreich, die USA und die Sowjetunion.
Generell wird aus den historischen Bezügen des europäischen Territoriums der Begriff Besatzungsregime vor allem im Zusammenhang mit den beiden Weltkriegen bzw. deren Folgen für zeitweilige oder auch die längerfristig angelegte Besetzung eines bestimmten Territoriums benutzt. Das kann sowohl eine international-rechtlich veranlasste als auch eine im Zusammenhang einer militärischen Aggression erfolgte Abtrennung eines Teils des Staatsgebietes und seine anschließend „fremde“ Beherrschung darstellen. Die Formen dazu können ganz unterschiedlicher Natur sein und richten sich zumeist an dem Ziel auf, was mit einer solchen Aktivität erreicht werden soll. Besonders typische Formen von Besatzungsmacht wurden durch das Deutsche Reich vor und während des Zweiten Weltkriegs ausgeübt. Dabei handelte es sich in keinem einzigen Fall um ein ziviles Besatzungsregime. Diese Besatzungsregime kennzeichnet alle, dass sie auf der Grundlage einer militärischen Okkupation errichtet wurden. Das betrifft Österreich 1938 genauso wie 1940 Dänemark und dann später auch Teile der Sowjetunion.